# ホヤウカムイ
ホヤウカムイは、アイヌに伝わる蛇神。名前は「蛇の神」を意味する。ホヤウまたはオヤウカムイともいう。

## 類語
アイヌの龍蛇は概して、湖沼に棲み悪臭を放つものと考えられており、ホヤウ（hoyau "蛇"。樺太方言で"蛇"を意味する言葉とされる） 、チャタイ（chatai, catay 日本語の"蛇体"の借用語）、サキソマエップまたはサクソモアイェプ（sak-somo-ayep "夏には言わせぬ者"・"夏季にその名を口にしてはならない者"; サㇰ"夏"＋ソモアイェ"人が言わない＋ㇷ゚"者"）などと呼称される。
また、ある伝承によればホヤウ（オヤウ）はサキソマエップの一族ともいわれる。更科源蔵は、沙流（）郡（日高地方西部）の神謡に"ホヤウ"と歌われると記述するが、一方で（日高でなく胆振地方の虻田郡の）洞爺湖のホヤウカムイ伝承も詳述している。

## 概要
サクソモアイェプは日高地方西部の湖沼に棲むといわれ、日高の川筋には必ずどこかにいたという。その日高地方の伝承によれば、サクソモアイェプは、翼を生やした蛇体の姿であり、全身が薄い墨色で目と口の周りが朱色、俵のような胴体で頭と尾が細く、鋭く尖った鼻先で鑿（）のように大木を引き裂き、切り倒すと伝えられる。
別の伝承によれば、有翼なものは、ラプウシオヤウと称するとされるが、知里真志保の説明によればホヤウが俗名でラプシヌプルクル（翅の生えた魔力ある神）が神名である。
サクソモアイェプ（"夏には言われぬ者"）の異名をもつが、それは竜蛇が夏や火のそばでは力を得るが、冬や寒さには弱まり体の自由が利かなくなるという、冬に冬眠する蛇のような習性からきている。寒さを厭うので（巫女に憑依しては）「火をたけ、火をたけ」と訴えるという。

### 有毒性
サクソモアイェプはひどい悪臭を放ち、この体臭に触れた草木は枯れ果て、人間がホヤウカムイの居場所の風下にいると体毛が抜け落ちたり、皮膚が腫れ上がり、近づきすぎると皮膚が焼け爛れて死ぬことすらあるともいう。鵡川の川口から日高寄りにあるチンという集落でも、ホヤウカムイの棲むとされる沼がカムイト（神沼の意）と呼ばれ、人々が付近を通る際にはホヤウカムイの害を避けるために、丘の上から沼の様子を確認してから通ったという。
日高山脈の主峰・幌尻岳（）の沼や沙流付近の山に棲むというサキソマエップについても、姿は見えないが強烈な臭いによって人間の皮膚が腫れ上がると証言されていた。
ある神謡（ユーカラ）によれば、ホヤウの毒が人にも神にも災厄だったため、オキクルミ神が遣わされ、竜蛇は上流にある人里にいくがよいと誘われる。その里では祝言らしかることにいそしんでおり、老人に娘との婚姻を勧められたうえで魚をふるまわれるが、食べたとたん腹痛を訴えて死ぬ。人里は見た目と違い、じつはスズメバチ（シソヤ）の集落で、老人は蜂たちの長であった。
またジョン・バチェラーが明治の頃に採取したアイヌの伝承によれば、人間が蜂や蟻類に刺されるのは、すべて大蛇のしわざとされていた。さらには説話によれば、雌の大蛇の誘惑を勇士が拒み、その罰として千年の寿命を与えられた；勇者はついに大蛇を打ち滅ぼし、その体は朽ちて破片が蜂や蟻になったという。

### 憑依
竜は巫女（）に憑く精霊ともなりうるという。上述した例では、巫女には最初に蜘蛛の神がついていたが、これに入れ替わって竜蛇が憑いた（そして寒いので火をたけと命じた）。これは虻田の酋長の妻の病気の原因を探るために巫女に神がかりを求めた例であり、以下の§洞爺湖の節にも属する民間伝承である。
あるいは霊力を司るなどの未知の力を持っており、巫女に憑いて低級な霊を祓うという説もある。

## 洞爺湖

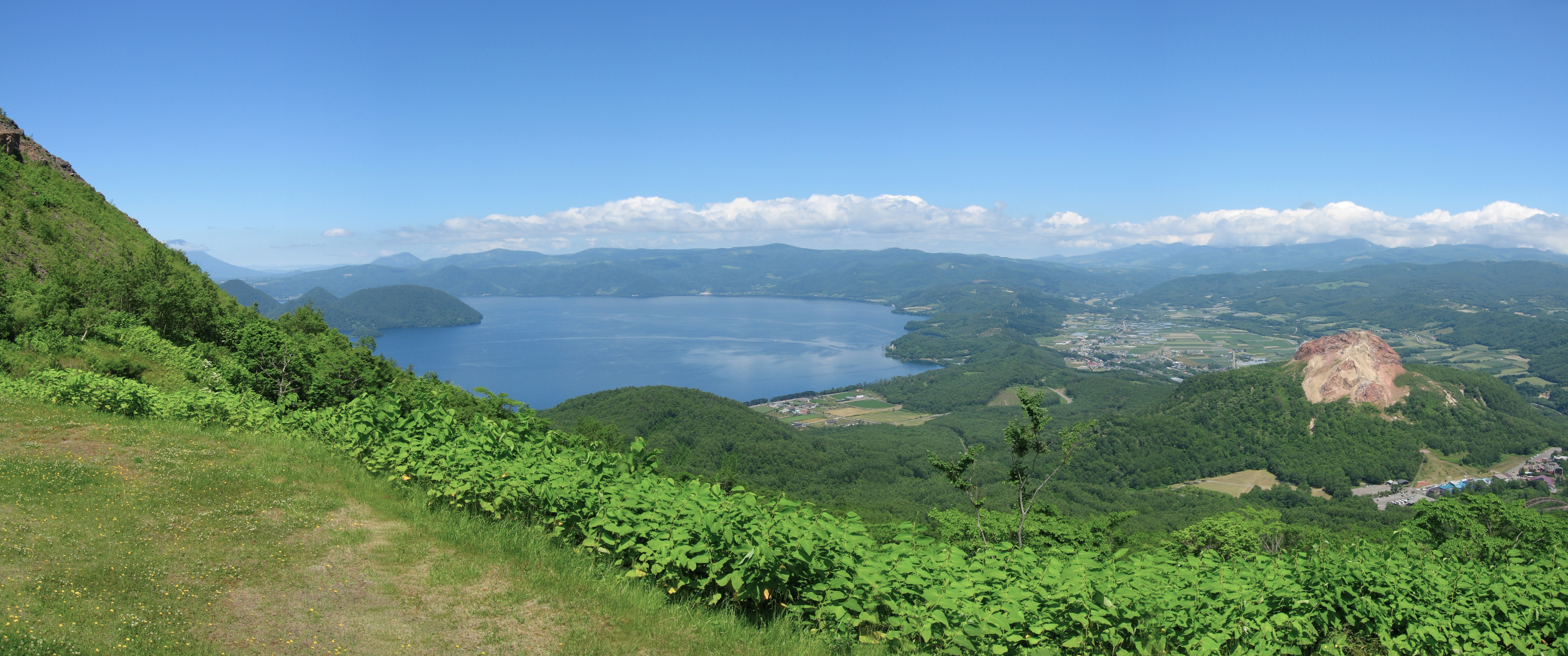
ホヤウカムイが棲んでいたといわれる洞爺湖

洞爺湖の主（）は、この蛇体であると長らく言い伝えられてきた。洞爺湖のホヤウカムイは魔神としての性格を持つ反面、時には人間の守り神となることもあった。疱瘡（天然痘）を司る疫病神であるパヨカカムイが虻田（現・洞爺湖町）に疱瘡を流行させたとき、人々が洞爺湖畔へ逃げてくると、ホヤウカムイがその悪臭で疱瘡神を追い払ったことで、人々は疫病の難を逃れることができたという。この洞爺湖のホヤウカムイは蛇神ではなく羽の生えた亀のような姿ともいわれ、流行病のあるときには、人々は有珠山の山霊（山の神霊）イケエウセグルとホヤウカムイに酒を捧げ、病気平癒を祈ったと言う。